# Großer Hafner
Großer Hafner – szczyt w grupie Ankogelgruppe, w Wysokich Taurach w Alpach Wschodnich. Leży na granicy dwóch austriackich krajów związkowych: Karyntii i Salzburga. Góra ma dwa szczyty: wyższy - Großer Hafner (3076 m) i niższy - Kleiner Hafner (3017 m).
Grosser Hafner otoczony jest trzema lodowcami: Rotgüldenkees, Lanischkees i Wastelkarkees. Po zachodniej stronie znajduje się dolina Maltatal, a na wschodniej Liesertal.